# Cnestrum glaucescens
Cnestrum glaucescens là một loài Rêu trong họ Dicranaceae. Loài này được (Lindb. & Arnell) Holmen ex Mogensen & Steere mô tả khoa học đầu tiên năm 1979.